# Afektonim
Afektonim – wyraz lub zwrot stosowany w sytuacjach szczególnych zażyłości, np. między małżonkami, narzeczonymi, kochankami. Przykładami afektonimów są zwroty: misiu, kochanie, kotku, żabko, złotko, słoneczko, wariacie, dziubuś, sroczko itp.